# عسل‌کش زرشکی
عسل‌کش زرشکی (نام علمی: Cyanerpes caeruleus) نام یک گونه از سرده عسل‌کش است.